# Hermann Ebeling (Synchronsprecher)
Hermann Ebeling (* 6. April 1928; † 5. März 2000) war ein deutscher Theaterschauspieler und Synchronsprecher.

## Leben
Hermann Ebeling besuchte nach seinem Abitur die Düsseldorfer Schauspielschule unter Gustaf Gründgens, es folgte ein Theaterengagement am Düsseldorfer Schauspielhaus. Seit 1958 war er langjährig an den Staatlichen Schauspielbühnen Berlin auf allen drei Bühnen zu Hause: Am Schillertheater spielte er u. a. 1961 in Lope de Vegas Was kommt denn da ins Haus? und 1972 eine Hauptrolle in Raimunds Der Alpenkönig und der Menschenfeind. In der Werkstatt des Schillertheaters trat er u. a. 1961 in Die Kartothek von Różewicz auf sowie 1968 (erster Auftritt nach einjähriger Pause wegen eines komplizierten Beinbruchs) auch als Sänger, begleitet von dem Gitarristen Peter Liebert (1939–1970), in Jochen Ziems Stück Nachrichten aus der Provinz. Er trat danach in diesem Theater noch mehrmals als Sänger auf, interpretierte u. a. im Programm Schauspieler singen Lieder von Rudi Goguel, Hanns Eisler, Wolf Biermann und begleitete Erich Schellow bei einem Brecht-Lied auf der Gitarre. Am Schlossparktheater war er u. a. als Joey in Pinters Die Heimkehr (deutsche Erstaufführung) beim Theatertreffen 1965 und nochmals beim Theatertreffen 1966 zu sehen.
Neben seiner Bühnentätigkeit war Hermann Ebeling ein vielbeschäftigter Synchronsprecher und lieh seine Stimme prominenten Schauspielkollegen wie Yul Brynner (in der Fernsehserie Anna und König von Siam), Denholm Elliott (Atom, Lüge & was kommt danach?), Paul Freeman (Jäger des verlorenen Schatzes), Christopher Lloyd (Falsches Spiel mit Roger Rabbit), Martin Landau (Akte X – Der Film), Ian Holm (Mary Shelley’s Frankenstein), Malcolm McDowell (Sunset), Donald Sutherland (Verschwörung im Schatten) und George Peppard (Das A-Team, RTL-Synchronisation). Einem jüngeren Publikum dürfte er vor allem als Sprecher des Dagobert Duck in der Serie DuckTales (nur erste Staffel, in der zweiten Staffel wurde die Rolle von Joscha Fischer-Antze gesprochen) sowie als erfinderischer Prof. Knox in Rolf Kaukas Fix und Foxi vertraut sein. Er lieh auch Professor Clairembart in der Zeichentrickserie Bob Morane, die ab Januar 1999 auf Super RTL lief, seine Stimme. Darüber hinaus war er ein viel beschäftigter Hörspielsprecher.
Im Fernsehen war der renommierte Bühnendarsteller Ebeling ein seltener Gast. Er spielte Parts in den Fernsehserien Direktion City und Der Prins muß her (mit Peter Sattmann), einigen Filmen sowie in zahlreichen Folgen der Reihe Damals kein Denkmal. In dieser Ende der 70er Jahre produzierten Serie des Schulfernsehen versuchte der Politologe Thomas Ellwein ein differenziertes Bild von historischen Personen mittels fiktiver Streitgespräche zwischen deren Zeitgenossen zu entwickeln.
Der passionierte Segler Ebeling, der Inhaber eines Kapitänspatents war, starb überraschend während der Arbeit zur Fix und Foxi-Hörspielserie am 5. März 2000 im Alter von 71 Jahren.

## Filmografie (Auswahl)
- 1962: Der Kronanwalt
- 1963: Die Mondvögel
- 1973: Die Werwölfe
- 1976: Direktion City
- 1979: Damals kein Denkmal
- 1986: Der Prins muß her
- 1986: Das Geheimnis von Lismore Castle

## Synchronrollen (Auswahl)
Dabney Coleman
- 1980: als Dickerson in Ein Professor geht aufs Ganze
- 1981: als Mark Winslow in Schatz, du strahlst ja so!

Christopher Lloyd
- 1984: als Commander Kruge in Star Trek III: Auf der Suche nach Mr. Spock
- 1988: als Richter Doom in Falsches Spiel mit Roger Rabbit

Philip Baker Hall
- 1988: als Sidney in Midnight Run – Fünf Tage bis Mitternacht
- 1996: als Sidney Hughes in Auge um Auge

Ben Wright
- 1991: als Dr. Irving Berman in Kobra, übernehmen Sie
- 1994: als General Felix Mercer in Ein Käfig voller Helden

Martin Landau
- 1992: als Jack Roth in Mistress – Die Geliebten von Hollywood
- 1994: als Neal in Begegnungen – Intersection
- 1996: als Gepetto in Die Legende von Pinocchio
- 1998: als Dr. Alvin Kurtzweil in Akte X – Der Film
- 1999: als Al in EDtv

### Filme
- 1959: Ted Ray als William Wakefield in Ist ja irre – Lauter liebenswerte Lehrer
- 1960: Leslie Phillips als Bill Fanshawe in Ist ja irre – unser Torpedo kommt zurück
- 1971: Robert Keegan als Harry Ware in Wer Gewalt sät
- 1972: Kenneth Connor als Mr. Tidey in Die total verrückte Oberschwester
- 1973: Richard Conte als Antonio Marchesi in Die ehrenwerte Familie
- 1975: Yoshiro Aoki als Senda in Panik im Tokio-Express
- 1976: Charles Denner als Reynald Manecca in Mado
- 1978: John Colicos als Baltar in Mission Galactica: Angriff der Zylonen
- 1979: John Cleese als Arthur in Das Leben des Brian
- 1980: Harry Welchman als Major Davies in Leben und Sterben des Colonel Blimp
- 1982: Bill Baldwin als Bill Baldwin in Rocky III – Das Auge des Tigers
- 1983: Pierre Frag als John in Der Rammbock
- 1984: John Wray als Himmelstoß in Im Westen nichts Neues
- 1984: David Margulies als Bürgermeister in Ghostbusters – Die Geisterjäger
- 1985–1987: Arthur Batanides als Max Kirkland in Police Academy–Filmreihe
- 1986: Grant Mitchell als Jasper Bradley Sr. in Ich tanze nur für Dich
- 1986: Patrick Cargill als Dom Luise in Ist ja irre – ’ne abgetakelte Fregatte
- 1986: Richard Lane als Michael Gilhuly in Spiel zu dritt
- 1987: Martin Balsam als Capt. Ernie Weinberg in Das Cherry-Street-Fiasko
- 1988: als Adler in In der Arche ist der Wurm drin
- 1989: Fortunato Arena als Schläger #1 in Auch die Engel mögen’s heiß
- 1989: Red West als Red Webster in Road House
- 1990: Ian Bannen als Matt Mason in Big Man
- 1991: Henri Virlogeux als Brossard in Karambolage
- 1991: Ian Holm als Tom Frost in Naked Lunch
- 1992: Henry Stephenson als Botschafter in Spione küsst man nicht
- 1993: Albert Michel als Taupins Gast in Des Königs bester Mann
- 1993: Charlton Heston als Henry Rooker in Tombstone
- 1994: Moroni Olsen als Der Zauberspiegel in Schneewittchen und die sieben Zwerge
- 1995: Cesar Romero als A.J. Arno in Superhirn mit Tennisschuhen
- 1995: Edward Hardwicke als Gov. John Bellingham in Der scharlachrote Buchstabe
- 1995: Moultrie Kelsall als Richter in Greyfriars Bobby – Die Geschichte eines Hundes
- 1997: Carl Benton Reid als Clem Rogers in The Story of Will Rogers
- 2000: So Man als Tat Daoguang, Kaiser von China in Der Opiumkrieg

### Serien
- 1987: Louis Jean Heydt als Louis Baxter Sr. in Fury
- 1987–1991: Sidney Clute als Det. Paul LaGuardia in Cagney & Lacey
- 1988: Roger Delgado als Captain Rodriguez in Simon Templar
- 1988: Larry Linville als Edgar Harrison in Trio mit vier Fäusten
- 1989–1990: Alan Young als Dagobert Duck in DuckTales – Neues aus Entenhausen
- 1990–1992: George Peppard als Colonel John „Hannibal“ Smith in Das A-Team

## Hörspiele (Auswahl)
Quelle: Hörspieldatenbank
- 1965: Traute Hellberg: Ausweg (Goerg) – Regie: Oswald Döpke (RIAS Berlin)
- 1966: Andreas Fuchs: Beutz braucht Schonung (Franz Beutz) – Regie: Günter Braun (RIAS Berlin)
- 1972: Willibald Runge: Giese gegen Giesebrecht. Damals war's – Geschichten aus dem alten Berlin (Geschichte Nr. 16 mit zehn Folgen)  (Assessor Gerhard Finke) (RIAS Berlin)
- 1972: Werner Brink: Das Diadem (Milar Mandaris) – Regie: Hans-Ulrich Minke (RIAS Berlin)
- 1974: John Arden und Margaretta D’Arcy: Das Erbe von Ballygombeen (Seamus O’Leary) – Regie: Walter Adler (WDR/SR)
- 1977: Alexej Tolstoi: Aelita – Regie: Manfred Marchfelder (RIAS Berlin)
- 1978: Peter Lustig und Elfie Donnelly: Tam Tam ganz gross (1) & (2) - Das Charlottenburger Schlossgespenst – Regie: Ulrich Herzog (Kinderhörspiel – SFB)
- 1979: Hans Günter Michelsen: Alltag (Schröder) – Regie: Götz Naleppa (RIAS Berlin)
- 1983: Luiz Carlos Saroldi: Das letzte Tor des Mané Sardinha (Produzent) – Regie: Klaus Mehrländer (WDR)